# Verkeersbrigadier

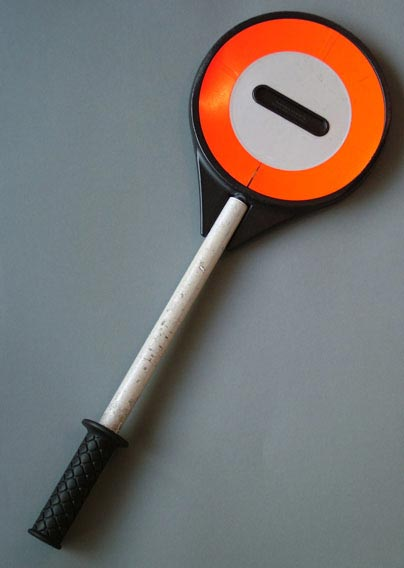
Stopbord gebruikt door verkeersbrigadiers in Nederland

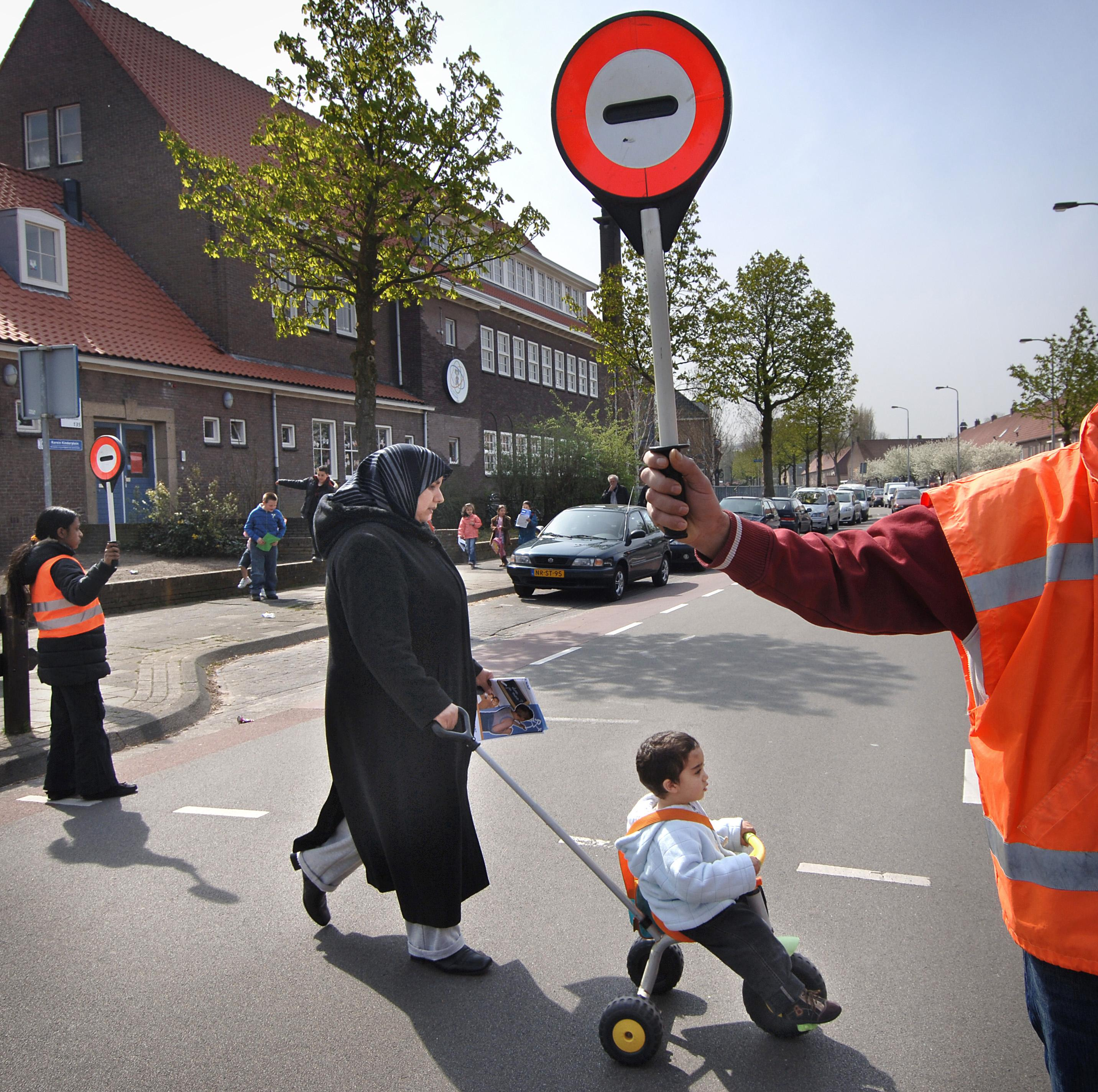
'Klaarovers' (verkeersbrigadiers) helpen een vrouw en kind oversteken

Verkeersbrigadiers of gemachtigd opzichters (België), in Nederland in de volksmond ook wel klaar-overs genoemd, zijn burgers die nabij scholen worden ingezet om kinderen veilig te laten oversteken. Zij doen dit meestal op vrijwillige basis en altijd op een vast tijdstip en een vaste locatie op de school-thuisroute van kinderen. 
Ook bij oversteekplaatsen in de buurt van sporthallen waar gymlessen van scholen worden gegeven (indien de scholen geen eigen gymzaal hebben) zie je deze klaar-overs vaak, zodat schoolkinderen die naar de sporthal lopen voor de gymlessen veilig over kunnen steken. Deze klaar-overs zijn vaak ouders van schoolkinderen die speciaal hiervoor door de scholen worden gevraagd. 

## Nederland
Verkeersbrigadiers worden vertegenwoordigd door Veilig Verkeer Nederland (VVN), die onder andere de belangen behartigt van alle verkeersbrigadiers in Nederland. Op dit moment zijn er ongeveer 27.000 verkeersbrigadiers actief, waarvan 15.000 volwassenen en 12.000 jeugdverkeersbrigadiers. Zij helpen dagelijks honderdduizenden kinderen bij het veilig oversteken.
Verkeersbrigadiers zijn door de Nederlandse wetgeving erkend en worden aangesteld door de burgemeester (artikel 56 lid 2 van het Besluit administratieve bepalingen inzake het wegverkeer).
Kinderen vanaf 10 jaar kunnen ook verkeersbrigadier zijn en worden Jeugdverkeersbrigadiers genoemd.
Om de kinderen te helpen oversteken, houden de verkeersbrigadiers het verkeer tegen en gebruiken dan de term: "Klaar? Over!". Zij gebruiken dan een retro-reflecterend stopbord (verkeersbord F10), ook wel lollypop genoemd, en fel oranjekleurige kleding, waaraan zij als verkeersbrigadier zijn te herkennen. Belangrijk is dat verkeersbrigadiers remafstanden inschatten en oogcontact maken. Oversteekplaatsen met verkeersbrigadiers kunnen zijn voorzien van een bord Vooraanduiding verkeersbrigadiers (verkeersbord VR07, een zogenaamd "niet-RVV-bord"). In sommige plaatsen worden draaibomen gebruikt, met daaraan hetzelfde stopbord.
Oversteekplaatsen waar vaak verkeersbrigadiers staan, worden vaak aangegeven met verkeersbord F10b, waarop een hand met een lollypop staat afgebeeld.
De (ministeriële) Regeling Verkeersbrigadiers geeft voorschriften voor de opleiding en de voorwaarden, waaraan de verkeersbrigadiers moeten voldoen. De opleiding wordt door de politie verzorgd. De in de regeling opgenomen verplichting zich te verzekeren is op 1 januari 2006 vervallen. De schade die de verkeersbrigadier zou kunnen oplopen, zal namelijk als regel door de automobilist worden gedragen, die daarvoor op grond van de WAM verplicht is verzekerd. En als de verkeersbrigadier zelf schade veroorzaakt, zal die als regel gedekt zijn op de aansprakelijkheidsverzekering van de betrokken school.
Alle weggebruikers behalve voetgangers zijn op grond van artikel 82 lid 3 van het Reglement verkeersregels en verkeerstekens verplicht de aanwijzingen van de verkeersbrigadiers op te volgen.
Verkeersbrigadiers moeten niet verward worden met de verkeersregelaars, burgers die ingezet worden bij evenementen en die bevoegd zijn het verkeer te regelen.

## België
Gemachtigde opzichters zijn minimaal 18 jaar en dragen een band met de nationale driekleur en de naam van de gemeente om de linkerarm. Zij gebruiken het verkeersbord C3 om het verkeer stil te leggen. De opleiding wordt verzorgd door de lokale politie.

## Verkeersveiligheid buitenschoolse activiteiten
Het komt voor dat basisscholen en middelbare scholen buitenschoolse activiteiten hebben, waarbij schoolklassen leerlingen en leerkrachten gezamenlijk in een groep, lopend of fietsend door het verkeer gaan. Leerlingen en leerkrachten dragen daarbij vaak fluorescerende en reflecterende veiligheidshesjes of veiligheidsvesten. Bij oversteeksituaties laten leerlingen of leerkrachten, zelf op eigen initiatief met het geven van een stopteken (handgebaar) het autoverkeer stoppen en wachten, zodat er aan de groep voorrang gegeven wordt. Dit om de leerlingen veilig door het verkeer te kunnen begeleiden en in de groep bij elkaar te houden, zonder gehinderd te worden door het autoverkeer.